# Palacio de los Orellana Pizarro

El palacio de los Orellana Pizarro es un edificio de estilo renacentista con elementos platerescos situado en la actual plaza de Juan Tena, entre la cuesta de la Sangre y el cañón de la Cárcel en Trujillo (Cáceres, Extremadura). Se lo conoce también como palacio Pizarro Orellana, de Juan de Orellana o de Juan Pizarro Orellana.

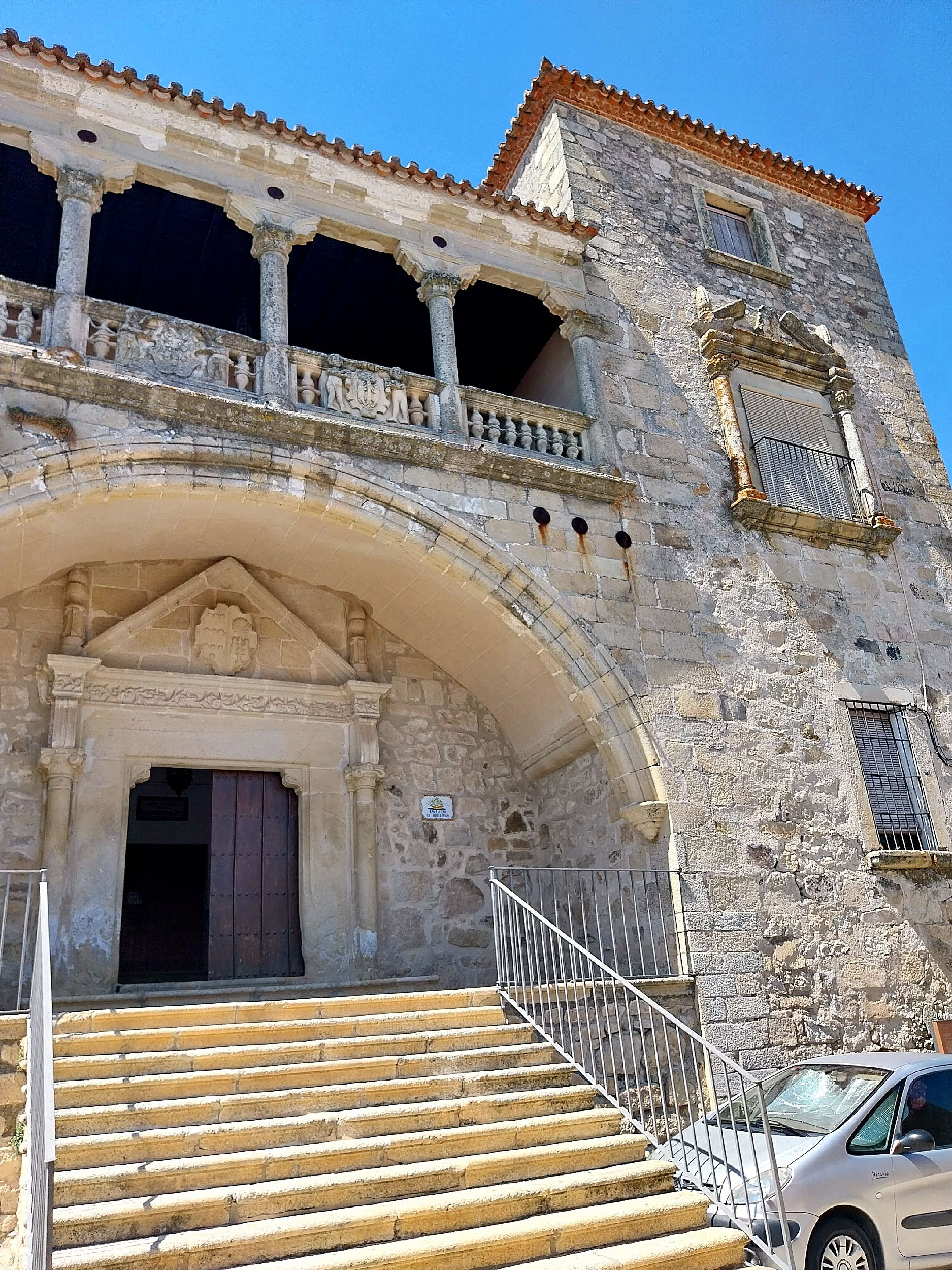
Palacio de los Orellana Pizarro. Fachada principal: portal de entrada y galería plateresca.

Se trata de una obra del arquitecto Alonso Becerra, por encargo de Juan de Orellana Pizarro, conquistador del Perú y primo de Francisco Pizarro y sus hermanos, realizada a mediados del siglo XVI.
Actualmente el palacio es la Casa Madre de la congregación Hijas de la Virgen de los Dolores y además sede del Colegio del Sagrado Corazón de Jesús.

## Descripción
La casa palacio de Juan de Orellana Pizarro se halla a media altura, entre la ciudad y la antigua villa de Trujillo. El mayor de los Becerra aprovecha la estructura de una anterior casa fuerte o alcázar con dos torres cuadradas de la familia Vargas que Juan de Orellana había adquirido. Esta edificación formaba parte de una construcción defensiva exterior al recinto amurallado del barrio alto, entre las puertas de san Andrés y Santiago, en el punto de conexión entre el segundo y el tercer recinto de murallas.

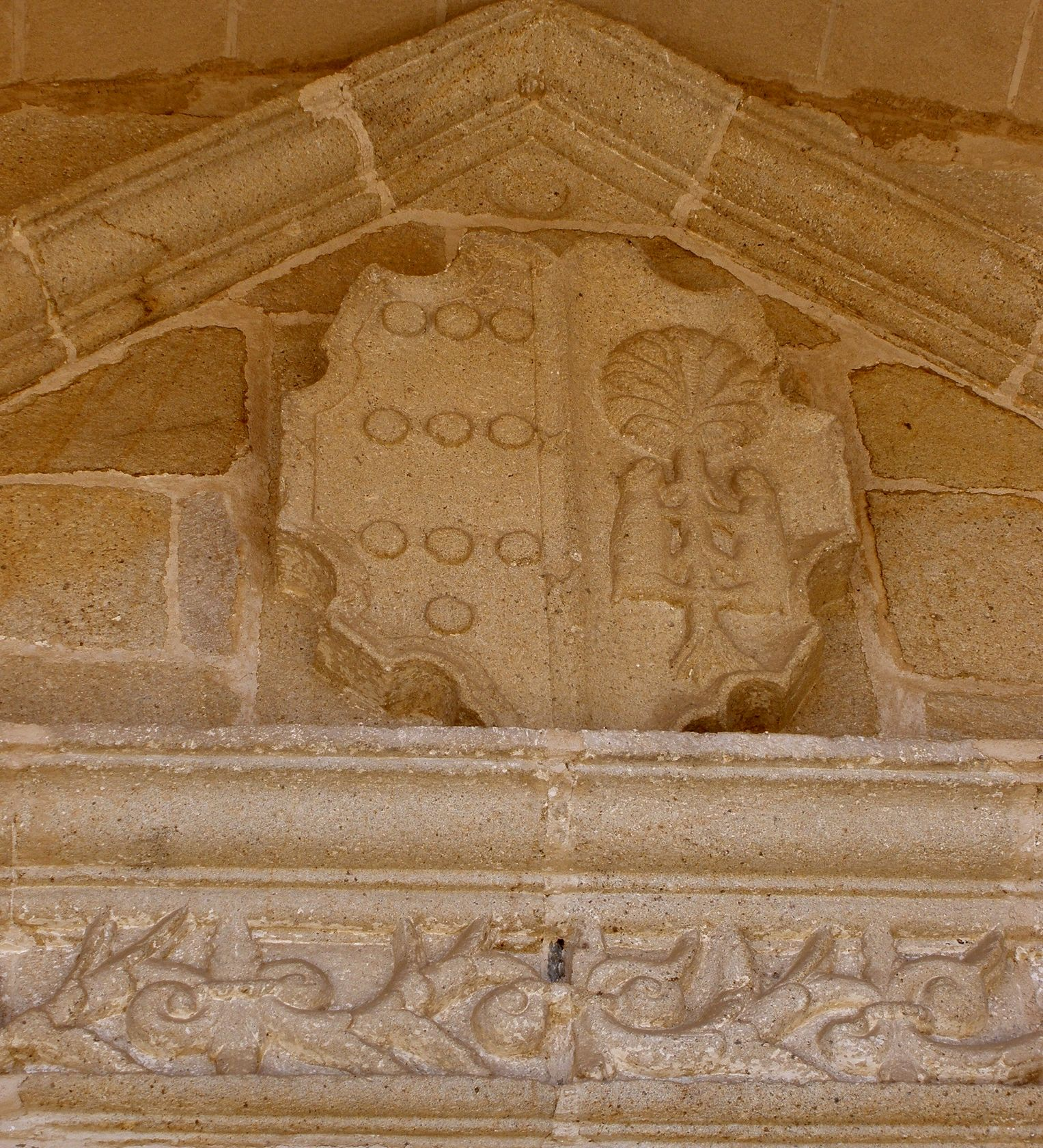
Escudo de Juan de Orellana Pizarro sobre el portal.

La fachada principal se halla orientada al sureste. En las dos antiguas torres desmochadas y rebajadas se apoya sobre ménsulas renacentistas un amplio arco escarzano formando un pórtico elevado sobre el nivel de la calle de unos dos metros y medio de profundidad, en el que se abre la puerta de entrada; se trata de un portal adintelado y enmarcado por columnas jónicas de fuste liso, coronado por entablamento, friso con rama de espino y un frontón agudo con flameros. En una cartela, decorando el centro del tímpano, aparece el escudo partido de Orellana en diestra, con sus diez roeles en tres palos con bordura de ocho aspas, y Pizarro en siniestra, con pino acostado de dos osos sobre pizarras, emblema de la familia que habitó la casa durante doscientos cincuenta años. El acceso se realiza por una sencilla escalera que sustituyó en 1945 la rampa original.

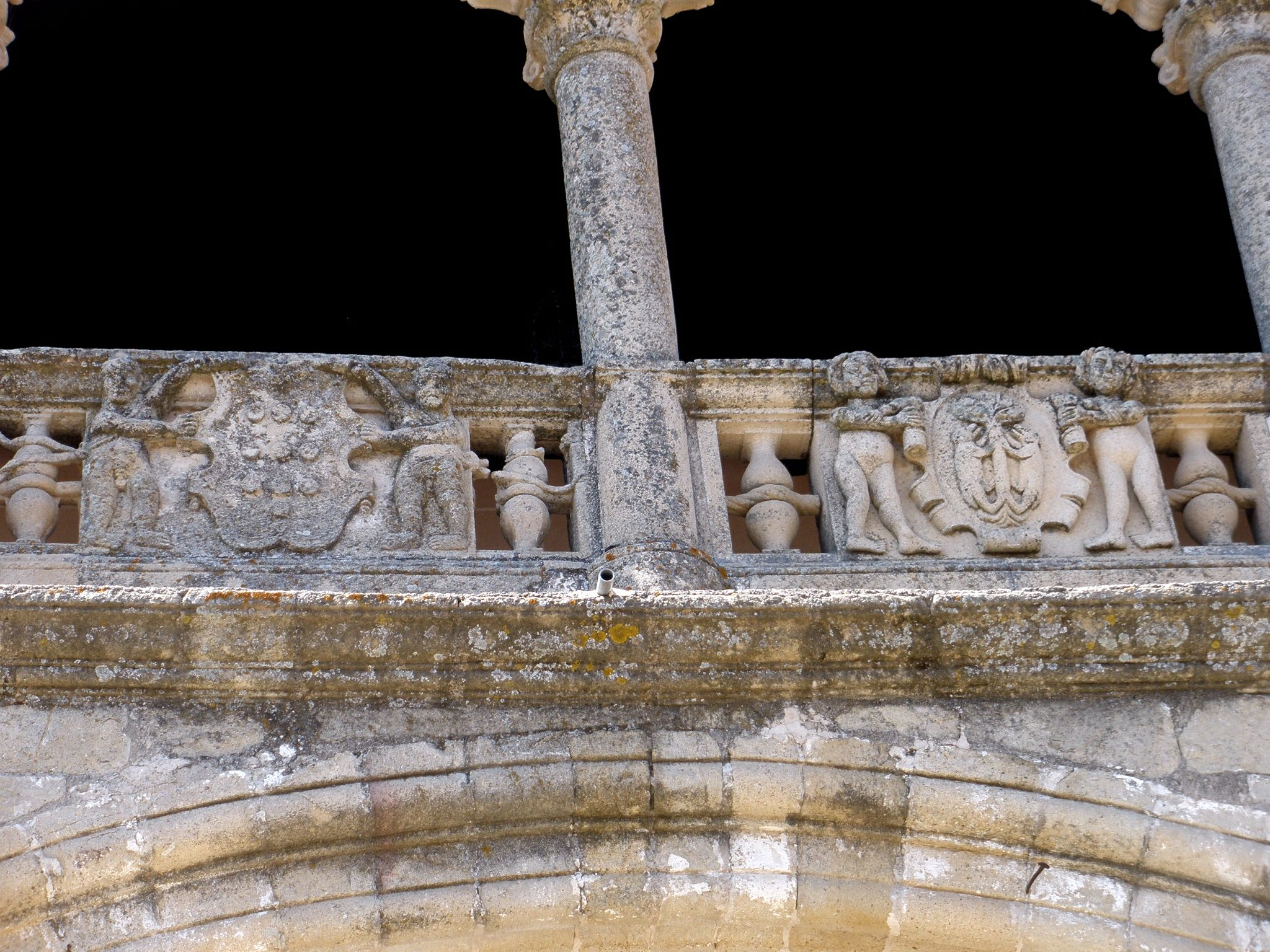
Galería plateresca sobre el arco de entrada, con armas de Orellana y Pizarro.

El arco soporta una hermosa y aireada galería de columnas jónicas sin estrías con cuatro vanos, cuyos dinteles se sustentan sobre sendas artísticas y robustas zapatas de doble ménsula de piedra en los capiteles, decoradas con rosas.Los balaustres aparecen ensogados, y en los dos centrales dos niños y dos niñas tenantes con cartelas muestran las armas de los linajes ya señalados.
Las torres presentan sencillos vanos adintelados, salvo el deteriorado balcón del lado de levante, de estilo renacentista con columnas lisas adosadas y frontón partido con flameros y blasón similar al de la portada.

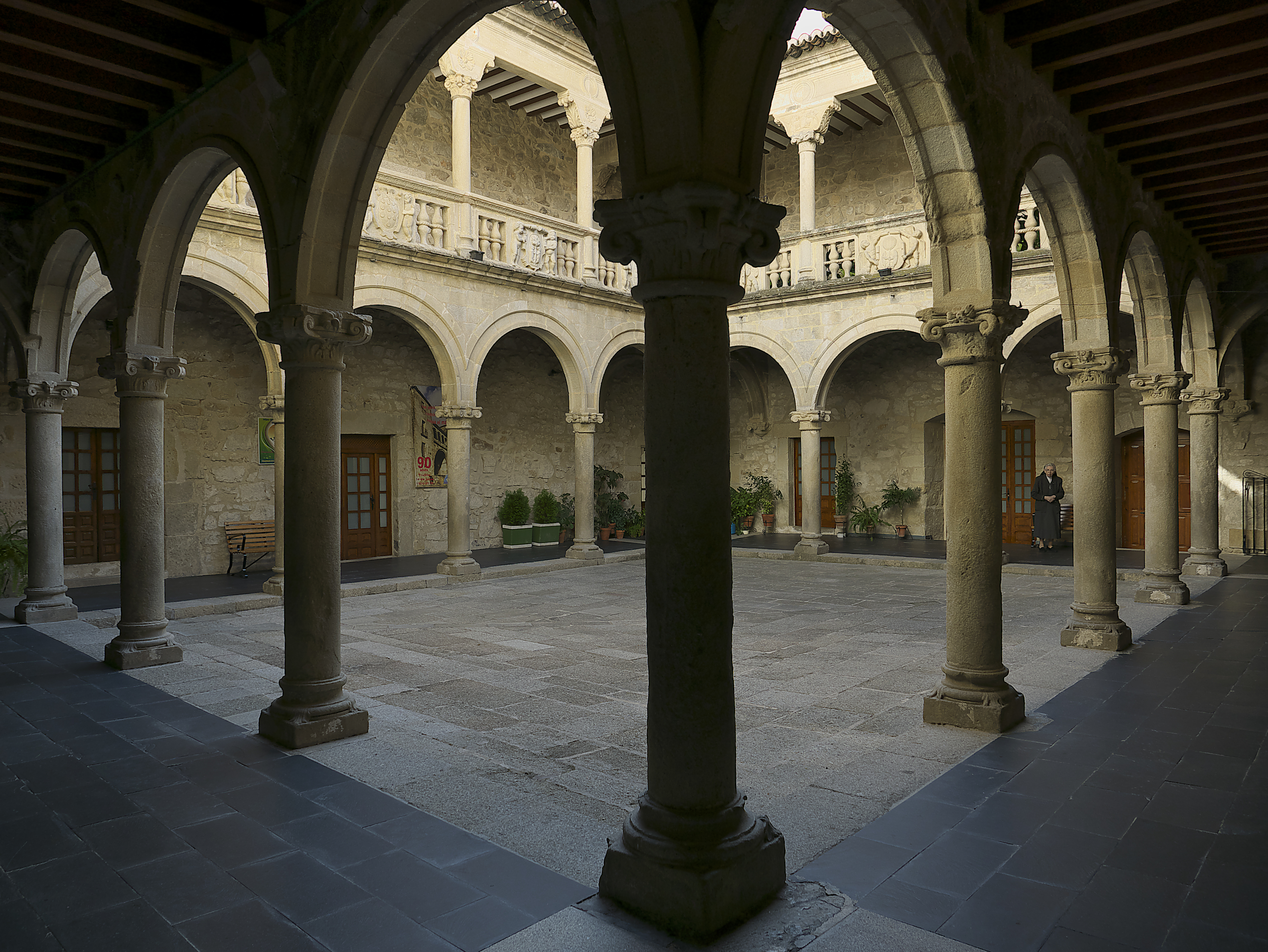
Patio renacentista del palacio.

En el interior del palacio se conserva el hermoso patio plateresco de planta cuadrangular y tres pisos. Se estructura con cuatro por tres arcos de medio punto sobre columnas lisas en el primer nivel y dinteles sobre zapatas y balaustrada al estilo de la logia exterior en el segundo. El antepecho, también acordonado, queda asimismo hermoseado por variados putti tenantes de blasones ovales, alternándose ocho de Orellana con seis de Pizarro.
En el patio se observa la escalera de caracol de sillería de granito rematada en cupulín que da acceso a los pisos altos. La antigua escalera principal no se conserva hoy, habiendo sido sustituida por otra más recogida.
Bajo las losas del patio, un aljibe recoge las aguas de las cubiertas.
La estancia principal del piso superior en la actualidad se halla transformada en capilla, y el resto de las habitaciones en dependencias del centro docente que alberga.

## Historia
Juan de Orellana Pizarro, quien da nombre al palacio, nació y falleció en Trujillo. Fue conquistador del Perú, donde se hizo con una gran fortuna, fundando el mayorazgo de los Orellana Pizarro. Era su padre Hernando Alonso Orellana, cuya familia descendía de los Altamirano, uno de los linajes más añejos de Trujillo que predominaba siempre en el reparto de los escaños concejiles, en tanto que su madre era una Pizarro de la rama de los conquistadores, a la que esta familia se vincularía repetidamente.
En 1529, con apenas veinte años, Juan de Orellana se alistó junto con su primo Francisco cuando este pasó por Trujillo reclutando soldados para la empresa peruana. Hombre de confianza de sus primos Pizarro, destacó en la conquista y colonización de Perú, interviniendo en la captura de Atahualpa en Cajamarca y participando luego en la pacificación de Cuzco, ciudad de la que fue primer corregidor. Todo ello le permitió retornar a España dueño de un gran capital, antes de comenzar la rebelión de los pizarristas contra la corona.
Contrajo matrimonio al regresar a Extremadura con Estefanía de Tapia Pizarro, quien era hija de Gonzalo de Tapia, compañero de armas de Juan que había fallecido combatiendo en América, y de Isabel de Vargas Pizarro, hermana de Francisco y Hernando Pizarro. Por el matrimonio de su heredero Hernando Orellana Pizarro con Francisca Pizarro Mercado los Orellana Pizarro accederán a la sucesión de los conquistadores, cuando la línea de Francisco Pizarro e Inés Yupanqui se extinga posteriormente.

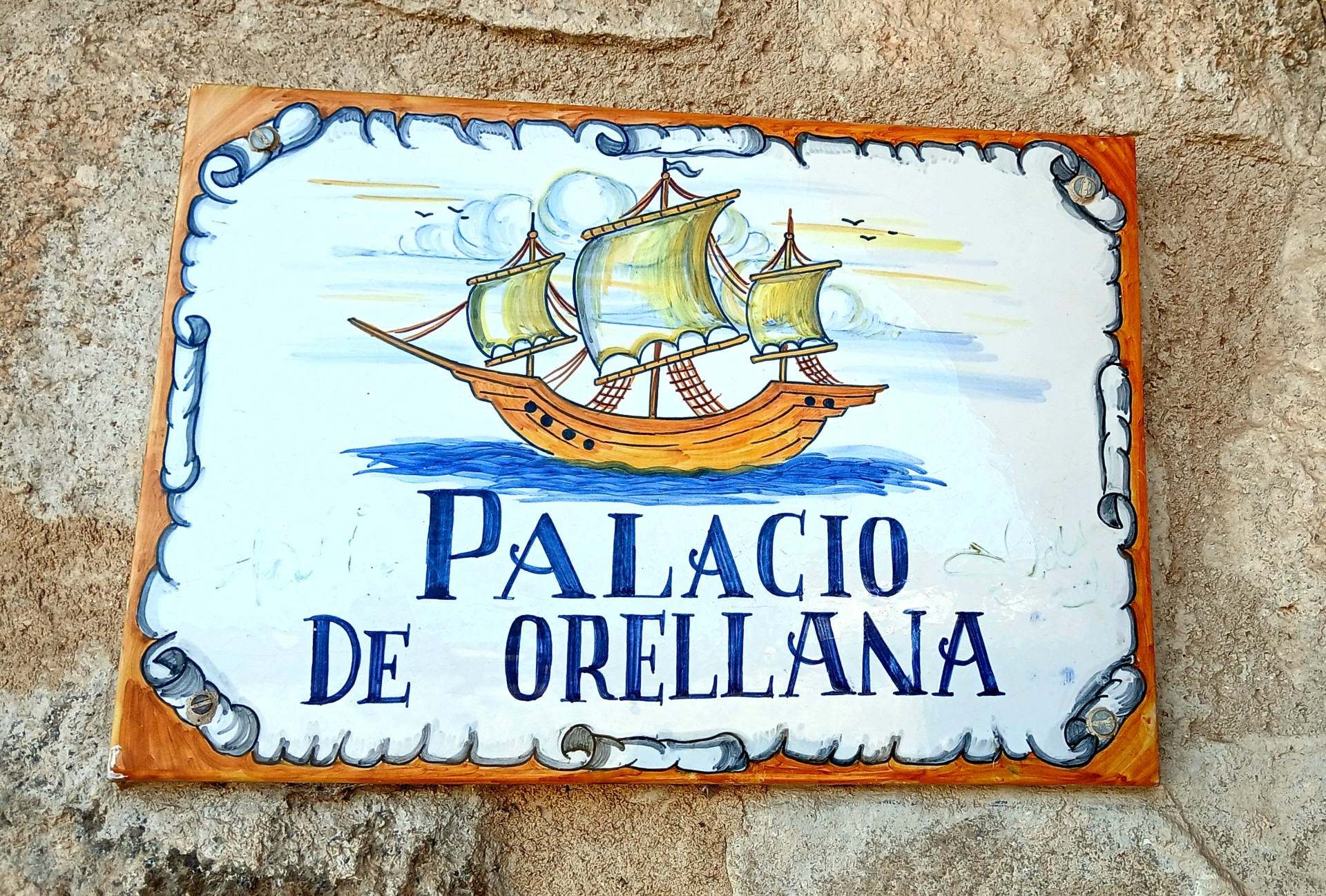
Azulejo en la fachada.

En 1542 Juan de Orellana adquirió en Trujillo la casa-fuerte medieval de los hermanos Diego de Vargas y Juan de Chaves, hijos de Luis de Vargasde la calle de la Cuesta, que el arquitecto Alonso Becerra transformó en un elegante palacio renacentista. Se trata del primer palacio que se edifica fuera de la villa, acercándose a la plaza que pocos años después se convertiría en el centro económico y social de la ciudad moderna de Trujillo.
Durante dos siglos sería la morada familiar de los Orellana Pizarro, que alojaron a Cervantes en 1582, en uno de sus viajes, hasta que a mediados del siglo XVIII Agustín Orellana Pizarro y Orense Moctezuma heredó, junto al marquesado, el palacio de la Conquista en la plaza Mayor, cambiando su residencia.
Se inició un periodo de deterioro progresivo. Durante la guerra de Independencia los franceses la arruinaron en parte, causando grandes destrozos. En 1851 los marqueses la vendieron al ingeniero Secundino Fernández de la Pelilla, casado con la trujillana Ignacia Elías Serrano; al trasladarse esta familia a Madrid, durante unos años funcionó en la casa una tahona y fábrica de pastas. En 1883 el edificio fue adquirido por Francisco Mancebo Martín, pasando luego a sus herederos. A ellos a su vez lo compró Antonia María Hernández Moreno para destinarlo a sede de la congregación de Hijas de la Virgen de los Dolores, fundada por ella, la cual se instala en él en 1921 creando un internado y un colegio de enseñanza, y a la que cedió la propiedad en 1942.
Estas religiosas recibieron una casa en mal estado, incluso con la planta superior apuntalada y ruinosa, cegados el claustro alto y la galería, de la que había desaparecido parte de la balaustrada para abrir un simple balcón, destrozada también la escalera principal y perdidos todos los artesonados originales. Se inició entonces la restauración. Hubo que hacer una nueva escalera y el salón central arruinado se transformó en capilla en 1924. La dirección de Bellas Artes y el Instituto de Cultura Hispánica acometieron nuevas restauraciones de 1945 a 1946, y se hicieron posteriormente otras reformas. En 1963 de nuevo Bellas Artes restauró los claustros, los artesonados y el pavimento del patio.

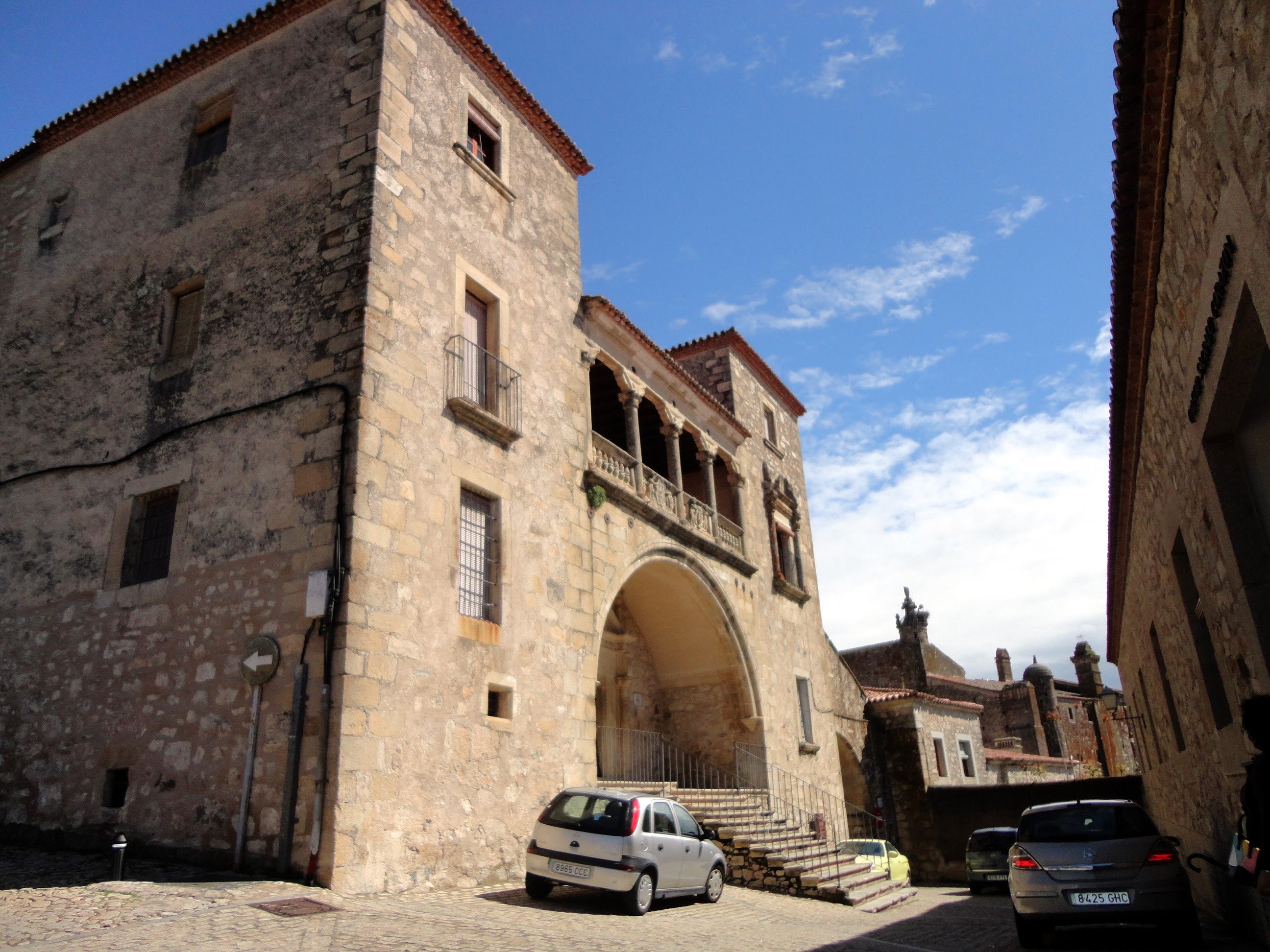
Palacio de Orellana Pizarro con sus torres recortadas.

El Ministerio de Educación a mediados del siglo pasado ya declaró este palacio trujillano Monumento Histórico Artístico Nacional; finalmente por el Real Decreto 196/1989 de 17 de febrero, el Ministerio de Cultura lo declara bien de interés cultural con categoría de monumento.